# Zygia dinizii
Zygia dinizii  es una especie de árbol perteneciente a la familia de las leguminosas (Fabaceae). Es originaria de  Sudamérica.

## Distribución
Se encuentra en  Ecuador en la región de Amazonia en la Provincia de Sucumbíos.

## Taxonomía
Zygia coccinea fue descrita por (Ducke) D.A.Neill, G.P.Lewis & Klitgaard y publicado en Monographs in Systematic Botany from the Missouri Botanical Garden 75: 956. 1999.
Sinonimia
- Feuilleea ramiflora (Benth.) Kuntze
- Zygia ramiflora (Benth.) Barneby & J.W. Grimes[3]